# Jovan Mitić
Jovan Mitić, srbski general, * 13. oktober 1920, Toponica, † 19. januar 1978, Beograd.

## Življenjepis
Med vojno je bil na različnih partijsko-političnih položajih. Po vojni je bil poveljnik brigade in divizije, pomočnik poveljnika armade,...